# Eureka, Nunavut
Eureka är en forskningsstation på Fosheimhalvön på Ellesmereön i det kanadensiska territoriet Nunavut. Här finns en flygplats.